# PRP-4
Le PRP-4 « Backgammon » (indice GRAU - 1В121, désignation GABTU - « Objet 779 ») est un véhicule de commandement des troupes de missiles et d'artillerie soviétiques utilisé pour la reconnaissance, l'identification et l'affectation d'objectifs, en service dans l'armée soviétique puis russe depuis 1984.

## Historique
Le PRP-4 est développé au bureau d'études de l'usine de tracteurs de Tcheliabinsk pour remplacer le PRP-3. Les travaux sont supervisés par V. L. Verchinski et le véhicule est produit en série à Roubtsovsk.

## Conception
La conception du PRP-4 est basée sur le BMP-1. Une mitrailleuse est installée dans la tourelle. Contrairement au PRP-3, il n'est pas équipé de lance-roquettes.
L'arme principale est une mitrailleuse PKT de calibre 7,62 mm. La charge de munitions est de 1 000 cartouches.
Le PRP-4 est équipé d'un dispositif de surveillance 1PN59 et d'un radar 1RL133-1. Pour la reconnaissance et l'observation de nuit, le dispositif d'observation nocturne 1PN61 est utilisé. La portée d'identification des cibles la nuit atteint 3 km. Le 1V121 possède également un télémètre 1D11M-1 ; par rapport au PRP-3, la plage de fonctionnement du télémètre est étendue et varie de 100 à 10 000 m,.
Pour effectuer les communications radio, le véhicule est équipé de stations radio R-173 et 1A30M.

## Utilisateurs
- Union soviétique : 47 PRP-4  jusqu'en 1991, puis transférés aux nouveaux États formés après l'effondrement de l'URSS
- Russie : quantité inconnue de PRP-4A